# Mārtiņš Kažemaks
Mārtiņš Kažemaks (* 16. März 1976) ist ein lettischer Badmintonspieler.

## Karriere
Mārtiņš Kažemaks siegte 1997 erstmals bei den nationalen lettischen Meisterschaften. Sieben weitere Titelgewinne folgten bis 2002. 1999 nahm er an den Weltmeisterschaften teil.

## Sportliche Erfolge
| Saison | Veranstaltung                   | Disziplin    | Platz | Name                                   |
| ------ | ------------------------------- | ------------ | ----- | -------------------------------------- |
| 1997   | Lettland: Einzelmeisterschaften | Herrendoppel | 1     | Eduards Loze / Mārtiņš Kažemaks        |
| 1998   | Lettland: Einzelmeisterschaften | Herrendoppel | 1     | Eduards Loze / Mārtiņš Kažemaks        |
| 1999   | Weltmeisterschaft               | Herrendoppel | 33    | Edijs Līviņš / Mārtiņš Kažemaks        |
| 1999   | Lettland: Einzelmeisterschaften | Herrendoppel | 1     | Eduards Loze / Mārtiņš Kažemaks        |
| 2000   | Lettland: Einzelmeisterschaften | Mixed        | 1     | Mārtiņš Kažemaks / Margarita Miķelsone |
| 2000   | Lettland: Einzelmeisterschaften | Herreneinzel | 1     | Mārtiņš Kažemaks                       |
| 2000   | Lettland: Einzelmeisterschaften | Herrendoppel | 1     | Mārtiņš Kažemaks / Edijs Livins        |
| 2001   | Lettland: Einzelmeisterschaften | Herrendoppel | 1     | Eduards Loze / Mārtiņš Kažemaks        |
| 2002   | Lettland: Einzelmeisterschaften | Herrendoppel | 1     | Eduards Loze / Mārtiņš Kažemaks        |